# Programme de modernisation des tunnels d'Île-de-France
 (octobre 2013).
Si vous disposez d'ouvrages ou d'articles de référence ou si vous connaissez des sites web de qualité traitant du thème abordé ici, merci de compléter l'article en donnant les références utiles à sa vérifiabilité et en les liant à la section « Notes et références ».
Un programme de modernisation des tunnels d'Île-de-France a été entrepris, dès sa création en 2007, par la Direction interdépartementale des routes d'Île-de-France (DIRIF). L’objectif est d’accroître la sécurité dans les voies couvertes, notamment grâce à l’installation d’équipements dynamiques et le renforcement des structures des tunnels.
En effet, à la suite des incendies des tunnels routiers du Mont-Blanc (1999), du Saint-Gothard (2001) et du Fréjus (2005), l’État a réalisé la nécessité de réexaminer la sécurité dans les tunnels et de diffuser des consignes de comportement en cas d’incident grave aux usagers.
Une circulaire du 25 août 2000 a conduit à l’élaboration d’un diagnostic de sécurité sur l’ensemble des tunnels français de grande longueur.  La parution d’un décret le 24 juin 2005 et sa circulaire d’application en 2006 ont rendu obligatoire la mise en conformité des tunnels routiers de plus de 300 mètres.
La Direction régionale et interdépartementale de l'équipement et de l'aménagement d'Île-de-France (DRIEA-IF), qui a succédé à la DIRIF, est maître d’ouvrage de ces travaux. Ceux-ci étaient initialement prévus pour durer jusqu’en 2013 et consistent à équiper les tunnels, afin de les mettre aux normes de sécurité.

## Le programme de modernisation

### Présentation générale du programme
Le décret du 24 juin 2005 a imposé à la DIRIF de moderniser ses tunnels. Pour répondre à la circulaire d'application de celle-ci, elle a dû engager un programme de travaux fin 2008 afin de moderniser les 22 tunnels en Île-de-France. À la fin de ces travaux, ils permettront d’assurer une sécurité améliorée pour les franciliens qui empruntent ces tunnels chaque jour.
Ce programme, d’une durée prévisionnelle de cinq ans, représente un investissement de 800 millions d’euros. En 2009, le plan de relance, à hauteur de 85 millions d’euros a permis d’accélérer les travaux. 
Les travaux concernent les tunnels autoroutiers de l’État gérés par la Direction régionale et interdépartementale de l'équipement et de l'aménagement d'Île-de-France (DRIEA-IF) qui est le maître d’ouvrage et le pilote du programme avec pour objectif une sécurité renforcée pour les usagers de la route en Île-de-France.

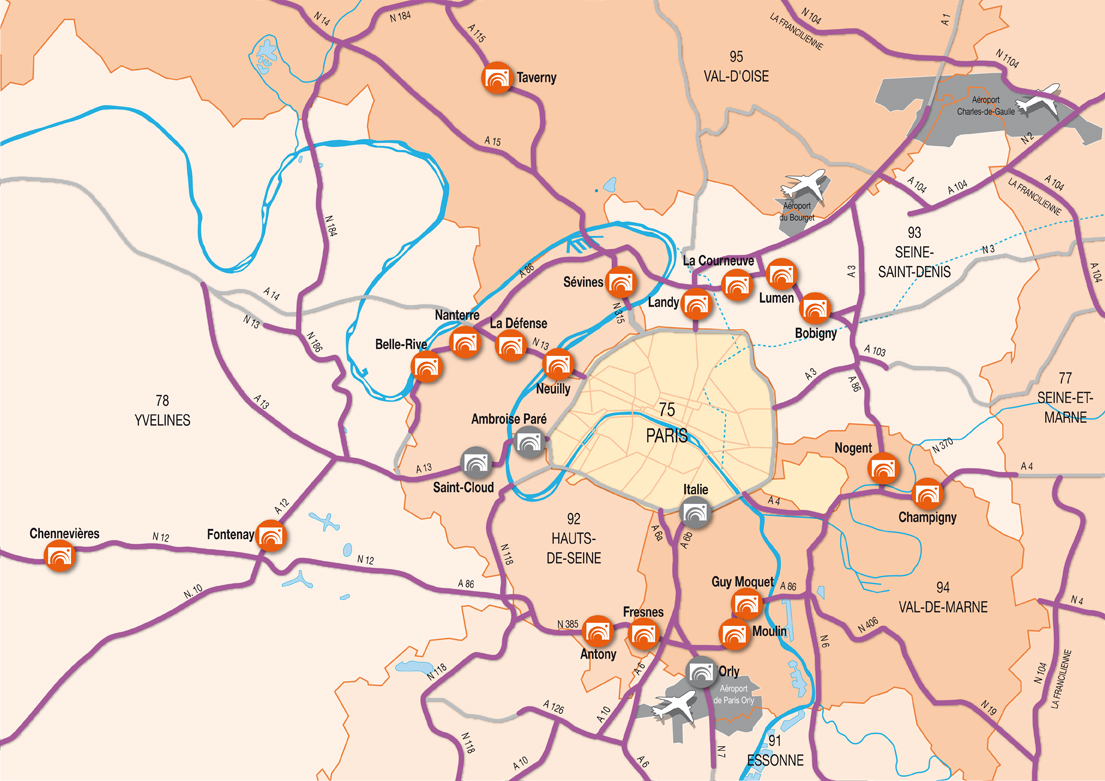
Carte de localisation des tunnels

### Différents types d'aménagements

#### Installation d'un nouveau système de pilotage de la sécurité centralisée
Pour une sécurité optimale, la surveillance du tunnel doit être permanente, et en cas de problème, une personne doit pouvoir prendre en un minimum de temps les décisions qui s’imposent, en appréciant la gravité de la situation. C’est le rôle de l’opérateur de sécurité trafic (OST) depuis le « poste de commande » (PC).
La sécurité des 22 tunnels d’Île-de-France est aujourd’hui pilotée par 4 PC de sécurité, qui se répartissent géographiquement la gestion des tunnels.

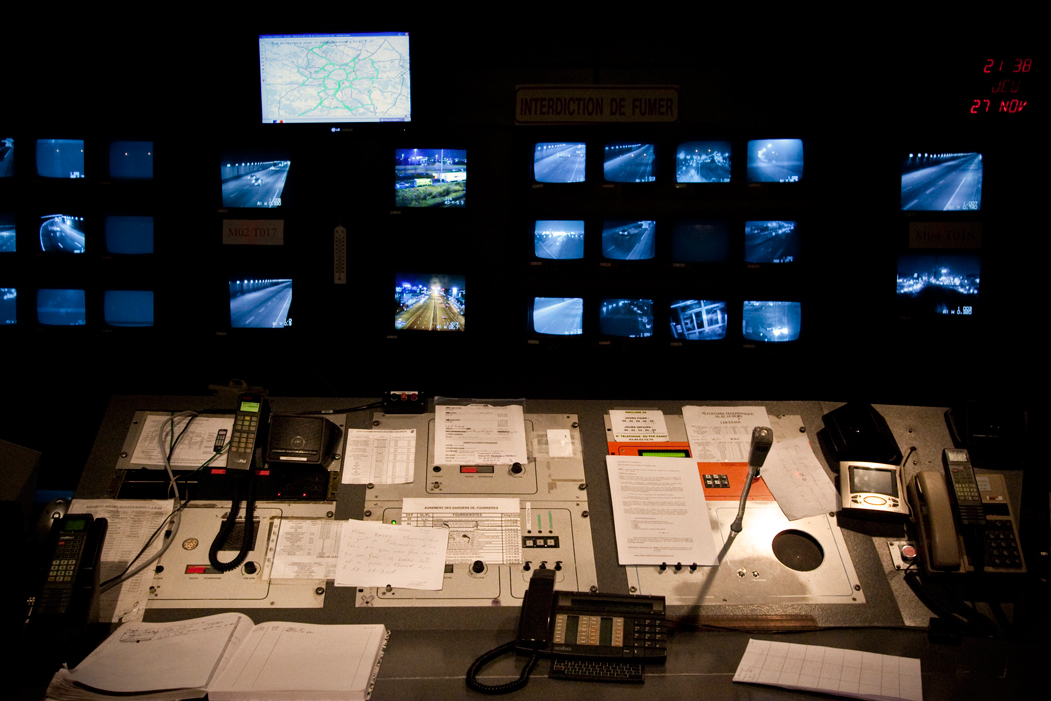
Outils à disposition d'un PC de sécurité

Lorsqu’un événement anormal se présente, c’est à l’opérateur d’évaluer sur la base du Plan d’intervention de sécurité si cela pose un problème. Il a également pour mission, en cas de problème grave avéré, de fermer le tunnel, de déclencher la ventilation de désenfumage après avoir localisé l’incendie et de déclencher, s’il le juge nécessaire, le dispositif d’évacuation du tunnel pour inciter les usagers à évacuer le tunnel. Dans le même temps, il donne l’alerte aux services de secours.
Aujourd’hui, l’opérateur dispose d'informations essentiellement techniques. Or, elles ne permettent pas toujours d’évaluer rapidement et avec précision la gravité d’une situation. Un nouveau système de pilotage de la sécurité sera mis en place pour l’ensemble des tunnels. Il repose sur un système d’aide à l’exploitation, spécialement développé pour la DIRIF, qui répond à une approche non plus technique mais « événementielle ». Cela signifie qu’il a pour fonction de fédérer différentes alarmes remontant du tunnel (par exemple, début d’incendie localisé par le système de détection automatique + ouverture de porte), présumant ainsi un événement alarmant.
Une fois que l’opérateur validera l’alarme en qualifiant l’événement, le système lui proposera un plan d’action : ventilation, fermeture, évacuation…
De plus, chaque opérateur ne pilotera plus qu’un seul système centralisé pour l’ensemble des tunnels qu’il aura à gérer.
Il aura devant lui un nombre limité d’écrans spécialisés : un écran pour la détection d’événements (pour l’ensemble des tunnels), un écran synoptique pour repérer le lieu des événements et un écran diffusant les images vidéo.

#### Installation de caméras de détection automatique d'incidents
Lorsqu’un incendie se déclare dans un tunnel, il est important de réagir au plus vite. Il faut donc détecter le plus tôt possible les éventuels débuts d’incendie.
Aujourd’hui, des caméras vidéo classiques permettent de surveiller visuellement l’intérieur des tunnels depuis le PC de sécurité, mais c’est à l’opérateur de sécurité trafic d’évaluer lui-même si un événement est alarmant ou non, en fonction de ce qu’il voit sur ses écrans.
Le nouveau dispositif consistera en une surveillance vidéo « intelligente » qui permettra de détecter automatiquement les événements alarmants. L’objectif est de réduire le temps de réaction au maximum mais aussi de filtrer les événements de moindre importance.
Tous les 100 mètres à l’intérieur des tunnels, une caméra vidéo sera installée. Lorsque le système détectera un événement anormal, une alarme sera envoyée au PC indiquant à l’opérateur le lieu et la nature de l’événement. La fiabilité du système limitera les fausses alarmes, qui risqueraient d’abaisser la vigilance de l’opérateur.

#### Modernisation du dispositif d'évacuation des usagers
Aujourd’hui, il existe des issues de secours tous les 200 à 300 mètres. Celles-ci sont signalées par de simples panneaux. Cette signalisation a été récemment renforcée par des néons verts verticaux. Toutefois, ce dispositif d’évacuation sera modernisé.
Quelque 70 nouvelles issues seront construites de façon qu’elles ne soient jamais éloignées entre elles de plus de 200 mètres.
Qui plus est, le programme prévoit un nouveau dispositif complet de signalisation de l’évacuation. Dès que l’ordre d’évacuation sera lancé, une forte sirène aura pour fonction de mettre les personnes en alerte. Trois signaux lumineux s’activeront, afin de renforcer la perception et la localisation de la porte de l'issue :
- des « flashs » de part et d’autre de la porte, très intenses, de façon à être visibles y compris au travers d’une épaisse fumée ;
- des chevrons lumineux défilants, de part et d’autre de la porte ;
- un faisceau de lumière blanche au-dessus de la porte.

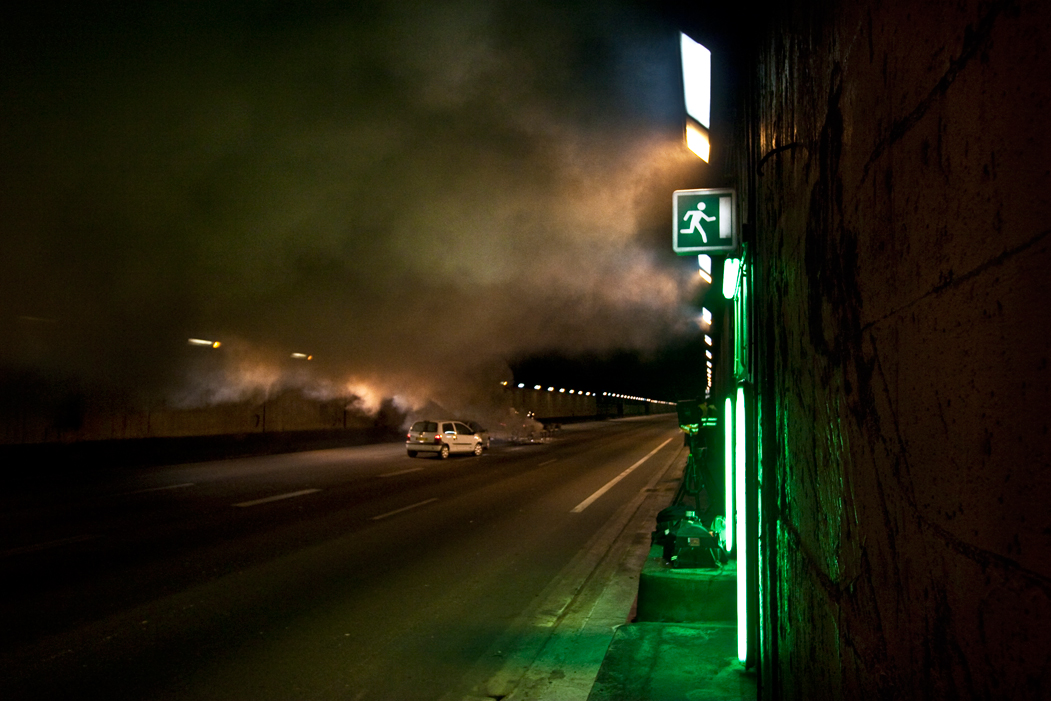
Issue de secours

Un haut-parleur, situé au-dessus de la porte, diffusera ensuite un message de type : « Danger, évacuez par cette porte ».
Des plots lumineux de jalonnements – il en existe déjà dans certains tunnels – seront installés le long du mur, tous les 10 mètres. Ils auront pour fonction de guider le cheminement à pied vers l’issue, même en présence d’épaisses fumées.
De plus, un réaménagement sera fait pour les personnes à mobilité réduite : le trottoir face à la porte sera abaissé en cas de besoin, et une aire d’attente leur sera réservée dans l’issue. Un téléphone leur permettra d’avertir directement les secours de leur présence.

#### Installation de barrières télécommandées
Des barrières télécommandées ont été spécifiquement conçues pour les tunnels d’Île-de-France. Elles fonctionneront selon le même principe que celles des passages à niveau : elles s’abaisseront en une quinzaine de secondes sur toute la largeur de la chaussée et seront, en cas d’alerte, directement actionnables par l’opérateur depuis le PC de sécurité. De couleur rouge et blanche, munies de languettes pendues à la verticale et de diodes lumineuses, elles seront bien visibles lorsqu’elles s’abaisseront.
Ces barrières seront placées à 50 mètres de l’entrée du tunnel, afin de :
- laisser une zone libre pour l’intervention des services de secours ;
- ne pas exposer les usagers arrêtés derrière les barrières aux éventuelles sorties de fumées en entrée de tunnel.

Les usagers qui arriveront aux abords du tunnel seront informés de sa fermeture par deux panneaux à message variable.
Pour les inciter à réduire leur vitesse, quatre panneaux dynamiques mis en place sur des portiques s’allumeront. Des feux orange clignotants seront également installés sur ces portiques, afin d’attirer l’attention des usagers et les avertir du danger.
Enfin, pour informer les usagers arrêtés à l’entrée du tunnel des raisons de sa fermeture, un panneau à message variable situé au niveau de la barrière délivrera des messages comme « Incendie dans tunnel » ou « Intervention des secours en cours, merci de patienter ».

#### Amélioration de la résistance au feu des parois
Lors d’un incendie, un tunnel peut être soumis à de très fortes températures (plus de 1000 °C dans le cas d’incendie de poids lourd) qui peuvent endommager sa structure. Il existe alors un risque d’effondrement des dalles de béton à l’intérieur du tunnel, pouvant également provoquer des dégâts en surface.
Pour prévenir ce risque, les parois doivent résister au feu le plus longtemps possible, laissant suffisamment de temps pour le bon déroulement de :

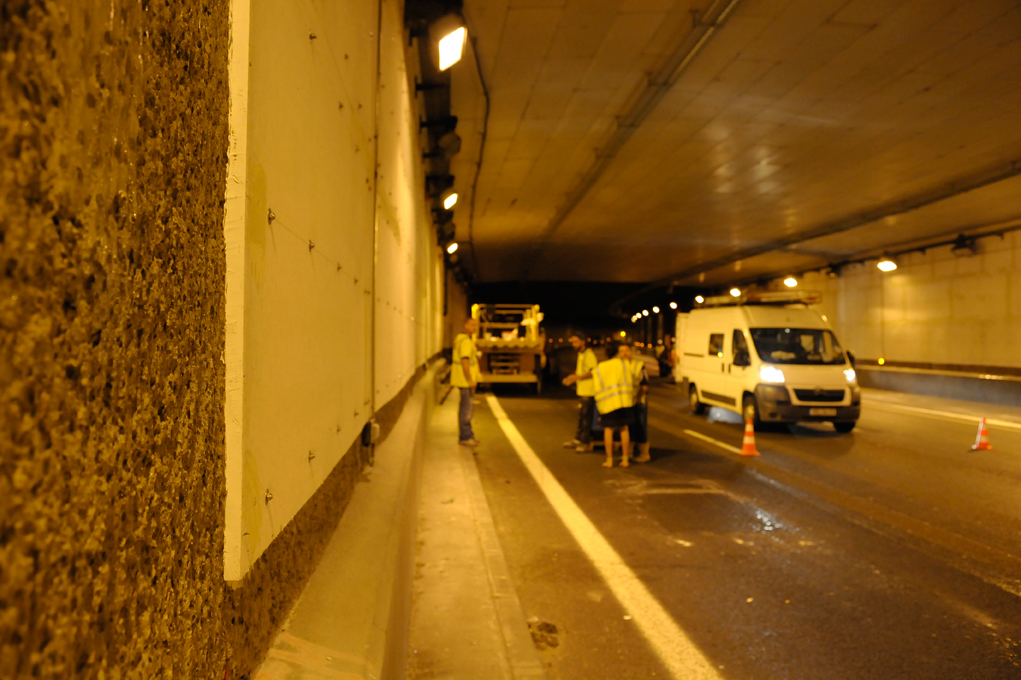
Dispositif de protection contre le feu

- l’évacuation des personnes qui se trouvent dans le tunnel ;
- l’intervention des services de secours ;
- l’évacuation des personnes en surface.

Plus de 500 000 mètres carrés de parois seront protégés, ce qui représente plus du tiers de la surface totale des tunnels.
Deux techniques d’isolation, au choix, sont mises en œuvre : soit du mortier contenant un isolant  thermique est projeté au plafond, soit des plaques isolantes préfabriquées sont vissées à même le béton ou sur une structure métallique.
Finalement, l’isolant, à base de silicate de calcium, a été choisi pour ses grandes performances de tenue à hautes températures.

#### Amélioration de la ventilation

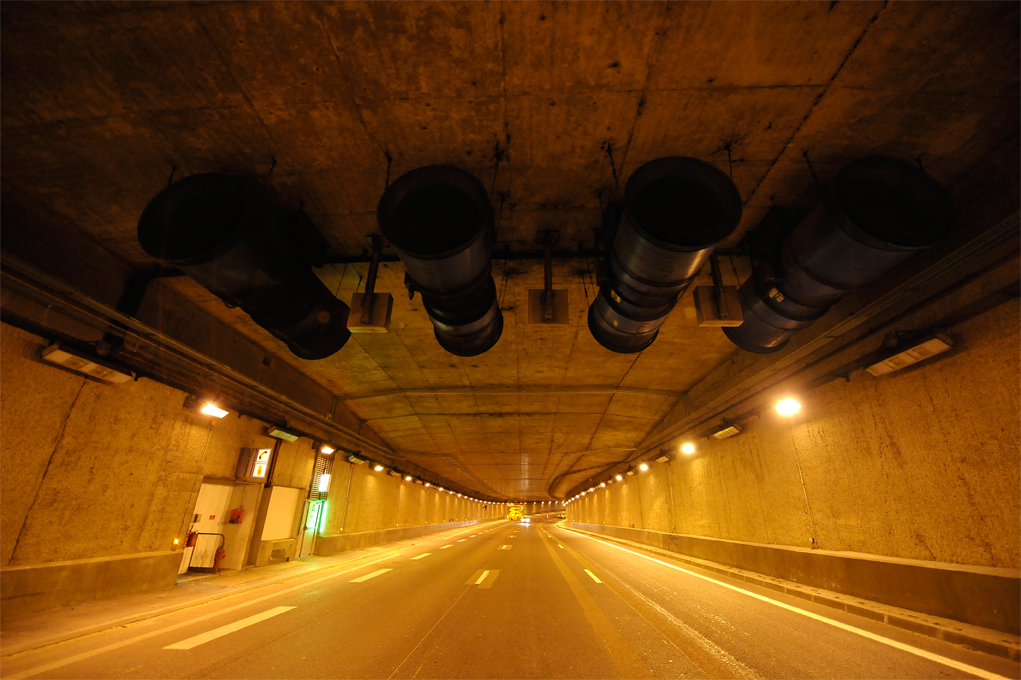
Ventilateurs ancrés au plafond

Le système de ventilation actuel est sous-dimensionné pour extraire les fumées en cas d’incendie. Il s'agit d'une lacune significative car une part importantes des victimes dans les incendies en tunnel le sont par asphyxie.
Le dispositif de ventilation sera ainsi redimensionné pour augmenter fortement la puissance de son débit d’extraction afin de mieux évacuer les fumées d’incendie. Ce débit sera porté jusqu’à 240 mètres cubes par seconde pour certains tunnels. Des ventilateurs plus puissants seront installés dans les usines existantes et les conduits d’air (gaines) seront entièrement repensés.
Le nouveau système de ventilation sera piloté par l’opérateur depuis le PC de sécurité. Pour cela, des capteurs de déplacements d’air (anémomètre) et des capteurs de fumées (opacimètre) seront installés dans chaque tunnel et reliés au PC.

### Sécurisation des transmissions radios et du réseau de télécommunications

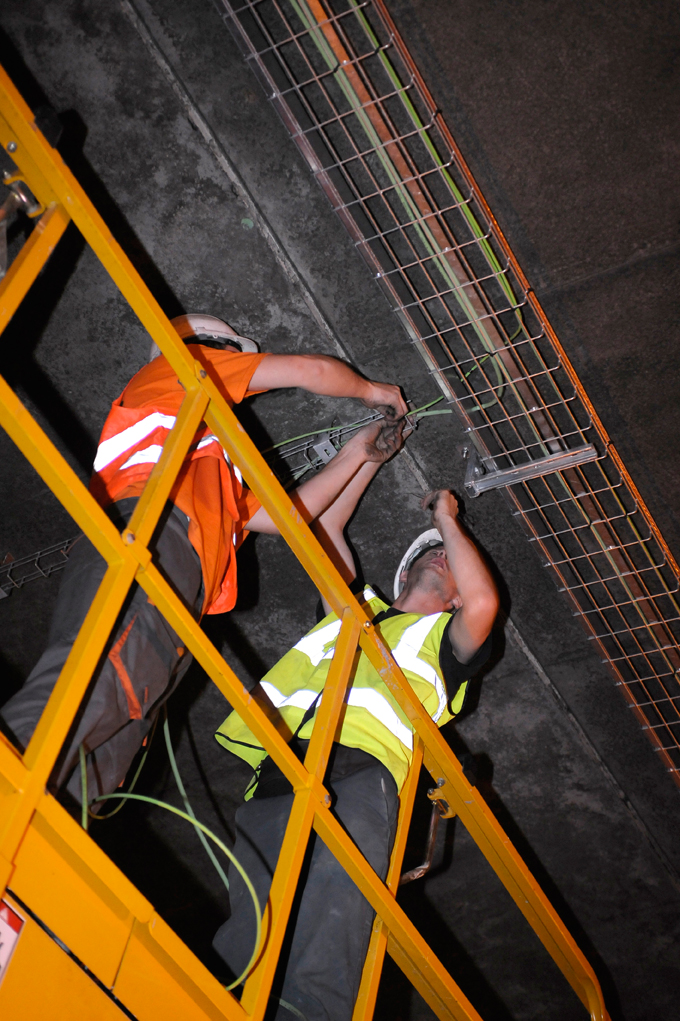
Travaux dans un tunnel

Aujourd’hui, les transmissions radio avec l’intérieur du tunnel sont assurées grâce à un câble rayonnant qui joue le rôle d’antenne. Cette antenne est reliée à un « réémetteur » chargé de capter et réémettre les ondes entre l’extérieur et le tunnel. La sécurité de toutes ces transmissions n’est pas complètement assurée : l’antenne du tunnel peut être détruite en cas d’incendie, ce qui aurait pour conséquence de mettre hors service l’ensemble des transmissions radio dans l’ensemble du tunnel.
Le nouveau dispositif mis en place permettra la communication des secours et autorisera la diffusion de messages spéciaux à destination des passagers des véhicules via la bande FM. Le cantonnement permettra même la diffusion de messages différents selon l’endroit où l’on se trouvera dans le tunnel.
Les données (vidéo, voix, données informatiques) sont acheminées au PC de sécurité (parfois situé à plusieurs dizaines de kilomètres) via une liaison de télécommunications par fibres optiques. Or, ce mode de transmission peut être affecté à la moindre coupure du réseau.
Les liaisons de télécommunications bénéficieront des technologies récentes, notamment développées pour les opérateurs Internet. La transmission des données sera sécurisée au sein même du tunnel. 
Fin 2009, les premiers chantiers se sont achevés. 
En 2010, le programme est entré dans une seconde phase avec des chantiers plus nombreux et des travaux plus structurants. 
Les travaux du tunnel du Landy, notamment, représentent un chantier important, prévu pour durer jusqu’en 2012.

## Autres actions
Compte tenu de l’ampleur des travaux et de l’importance des circulations, la DIRIF, puis la DRIEA-IF qui lui a succédé, doit informer les usagers. L'objectif de cette action de communication institutionnelle est de porter auprès des usagers le message que les travaux de modernisation sont une impérieuse nécessité.
Des outils de communication sont également mis en place pour informer des conditions de trafic et rappeler des consignes de sécurité.

### Exploitation sous chantier
Les perturbations liées aux chantiers s'ajoutent aux perturbations récurrentes constatées en Île-de-France. 
La DRIEA-IF essaye de réduire la gêne occasionnée pour les automobilistes pendant la durée des travaux :
- en favorisant les fermetures nocturnes ;
- en réduisant la largeur des voies de circulation, sans en modifier le nombre quand il s’agit de travaux de jour ;
- en essayant de coordonner ces travaux avec les autres grands chantiers franciliens (groupe de travail avec le Conseil régional, les Conseils généraux et le Syndicat des transports d'Île-de-France).

#### Information chantier
La DIRIF a commencé à informer les usagers des perturbations prévisibles à partir d'octobre 2009. 
Elle a fait mettre en place le site « tunnels-idf.fr », accessible depuis SYTADIN diffusant les informations principales sur les travaux (lieux, dates, types et contournements), des services recensant les encombrements : covoiturage et transports en commun, widget pour avoir à tout moment à disposition l’état du trafic en temps réel en Île-de-France, etc. 
Le 5 octobre 2009, le dispositif a été renforcé par une campagne d’information auprès du grand public.

#### Coordination des travaux
La DIRIF se coordonne avec les autres institutions engageant des travaux en Île-de-France pour réduire autant que possible la gêne aux usagers. Elle a participé aux échanges d’un groupe de  travail piloté par la Direction régionale de l'Équipement de l'Île-de-France (DREIF) réunissant les Conseils généraux des trois départements ainsi que les différents maîtres d’ouvrage de transports collectifs.
Depuis début 2009, la DIRIF a rencontré les collectivités locales concernées par les futurs chantiers pour les sensibiliser et leur proposer des outils de communication envers leurs administrés. Elle a également pris contact avec les  nombreuses entreprises du secteur privé et les professionnels de la route afin de les sensibiliser au calendrier du programme de modernisation, sur les raisons de ce programme ainsi que sur les consignes de sécurité en tunnel.

### Diffusion de consignes
La DRIEA-IF a également pour mission  d'informer les usagers des consignes de sécurité pour la circulation en tunnel, notamment vis-a-vis du risque que constituent les fumées dans le cas d'un incendie.

### La campagne de communication
Pour passer le message, la mascotte du programme, la taupe « Tunnella » prend la parole dans une campagne d’information, relayée sur les médias franciliens et nationaux – affichage, radio, internet, films d’animation sur le web – d’avril à juin 2010.
Cette communication est renforcée par un travail de fond et une information spécifique auprès des principaux relais identifiés : communicants des collectivités locales, professionnels de la route, et agents de la DRIEA-IF.